# Pain Remains
Pain Remains est le quatrième album studio du groupe de deathcore américain Lorna Shore. Il est sorti le 14 octobre 2022 via Century Media Records et a été produit par Josh Schroeder. En plus d'être le premier album (après l'EP "...And I Return To Nothingness") avec Will Ramos au chant et le guitariste rythmique Andrew O'Connor, c'est leur premier album avec le nouveau bassiste Michael Yager,.

## Contexte et promotion
Le 29 avril 2022, le groupe a joué une nouvelle chanson, "Sun//Eater", lors d'un concert. La chanson, accompagnée d'un clip vidéo, est officiellement sortie le 13 mai. En plus de l'annonce de l'album, le nouveau single était le premier avec le nouveau bassiste Michael Yager, qui a rejoint le groupe pendant les sessions d'enregistrement de l'album. Le 22 juin, Lorna Shore a lancé son deuxième single de son prochain album intitulé "Into the Earth", accompagné d'un clip vidéo.
Le 26 juillet, le groupe a sorti le troisième single de l'album, "Cursed to Die", et a également révélé que l'album sortirait le 14 octobre. Le 14 septembre, le groupe a sorti la première partie de la chanson titre de l'album intitulée "Pain Remains I: Dancing Like Flames". Le 29 septembre, le groupe a sorti la deuxième partie de la chanson titre de l'album intitulée "Pain Remains II: After All I've Done, I'll Disappear", ainsi qu'un clip vidéo. Le clip de « Pain Remains III : In a Sea of Fire » est sorti le 14 octobre 2022, coïncidant avec la sortie de l'album.

## Réception critique
L'album a été salué par la critique. Dom Lawson de Blabbermouth.net a attribué à l'album une note de 9 sur 10 et a déclaré : « Pain Remains est bien au-delà du deathcore. Le jeu entier vient de changer et Lorna Shore l'a déjà gagné. » James Weaver de Distorted Sound a noté l'album 9 sur 10 et a écrit : « Avec Pain Remains, Lorna Shore a chevauché le battage médiatique en ligne et a livré un disque qui, non seulement dépasse la vague des vidéos de réaction, mais installe le groupe comme le porte-drapeau du deathcore moderne. Expansif, technique et totalement monstrueux, Pain Remains est le visage du deathcore en 2022 et présente un groupe plus que prêt à mener la ligne de front. » Kerrang! a donné à l'album une note de 4 sur 5 et a déclaré : « Il y a trois ans, Lorna Shore ne savait même pas s'ils avaient un avenir, mais avec Pain Remains, ils ont scellé leur destin en tant que l'un des groupes qui font avancer la vraie musique heavy. ils rugissent. » Louder Sound a donné à l'album une critique positive et a écrit : "Lorna Shore a été audacieux dans la composition de Pain Remains, et cela a largement payé. »  Metal Injection a attribué la note de 9 sur 10 : « Pain Remains est encore meilleur que ce que nous avions espéré. Tous ceux qui pensaient que le dernier EP était un hasard ou une tendance passagère se sont trompés. Lorna Shore rejoint ses consorts de Spiritbox et I Prevail, au sommet du métal moderne, mais sont cependant un tant soit peu plus heavy que ces deux derniers, un poids lourd imparable animé par la confiance et le talent brut. Personne ne peut les accuser de se vendre. Le chemin a été long et difficile, tout le travail a porté ses fruits. Lorna Shore a livré le meilleur album de sa carrière et l'un des meilleurs albums de metal symphonique et de deathcore de ces dernières années ».
Max Heilman de MetalSucks a attribué la note de 4,5 sur 5 : « Lorna Shore a clairement une vision sur Pain Remains . Ils veulent écrire du métal à grande échelle et prêt pour les festivals, tout en repoussant les limites du deathcore. Le premier groupe important à incorporer du black metal – ou à pousser le concept de « rupture » à des profondeurs presque ridicules – mais Pain Remains se démarque, quelle que soit la reconnaissance qu'il obtient, car c'est un disque incroyablement bien écrit et amusant. Ils ont effectivement prouvé leur endurance dans le panthéon plus vaste du kick-assery. »  New Transcendence a fait l'éloge de l'album en disant : « Pain Remains, c'est beaucoup de choses, mais malgré une complexité instrumentale dense, un dynamisme vocal intense, un lyrisme brillant et une production merveilleuse, il parvient également à être un disque remarquablement amusant - et sans aucun doute la plus belle incursion de 2022 dans le monde du deathcore. Lorna Shore a créé quelque chose de vraiment impeccable. »  Rock 'N' Load a également fait l'éloge de l'album : « Pain Remains est la meilleure sortie de 2022 jusqu'à présent et il va falloir le battre. » Wall of Sound a donné à l'album une note de 8/10 et a déclaré : « Pain Remains s'étend sur plus d'une heure pour livrer le chef-d'œuvre symphonique que vous attendiez, avec plus de drame qu'un poème shakespearien. Mes seuls reproches incluent une légère surutilisation des symphonies (malgré sa variation impressionnante) et certaines longueurs de morceaux. À part ça, il dépasse les attentes et sera un album dont vous vous souviendrez très longtemps. »

## Liste des pistes
Toutes les chansons sont écrites et composées par Lorna Shore.
| 1.    | Welcome Back, O' Sleeping Dreamer                    | 7:21 |
| 2.    | Into the Earth                                       | 5:12 |
| 3.    | Sun//Eater                                           | 6:10 |
| 4.    | Cursed to Die                                        | 4:40 |
| 5.    | Soulless Existence                                   | 7:12 |
| 6.    | Apotheosis                                           | 4:54 |
| 7.    | Wrath                                                | 4:57 |
| 8.    | Pain Remains I: Dancing Like Flames                  | 5:52 |
| 9.    | Pain Remains II: After All I've Done, I'll Disappear | 5:36 |
| 10.   | Pain Remains III: In a Sea of Fire                   | 9:12 |
| 61:06 |                                                      |      |

## Personnel
Lorna Shore
- Will Ramos – chant
- Adam De Micco – guitare solo
- Andrew O'Connor - guitare rythmique
- Michael Yager – basse
- Austin Archey – batterie

Personnel supplémentaire
- Josh Schroeder – production, mastering, mixage, ingénierie